# 斑目力曠
斑目 力曠（まだらめ りきひろ、1937年1月30日 - ）は、日本の実業家。ネミック・ラムダ（現デンセイ・ラムダ）創業者。真言宗大覚寺派僧侶。

## 略歴
京都府京都市出身。龍谷大学文学部仏教学科卒業後、高野山大学大学院密教学専攻に進んだ。
伊藤忠自動車、エンサイクロペディア・ブリタニカ日本支社、セキ製作所を経て、1970年、日本電子メモリ工業設立、1978年、同社の営業を引き継いでネミック・ラムダ（現デンセイ・ラムダ）設立、代表取締役社長に就任。
ネミックラムダは1991年店頭登録、1995年東証二部上場、1996年東証一部上場。1998年、英国系親会社と対立し代表取締役会長兼社長の座を追われた。
密教の僧侶でもあるため、その思想を経営哲学に取り入れた。「ゆらぎの球体経営」などを理念とした。
「米百俵」の話を私財を投じて映画化した。（1993年『米百俵/小林虎三郎の天命』中村嘉津雄主演・沖田浩之など出演・島宏監督）。「米百俵」は後に小泉純一郎首相の所信表明演説で話題となった。
その後もベンチャー精神を発揮し、投資や経営などで活動中。講演活動も多い。マルチグラフィックス代表取締役やクリーク・アンド・リバー社監査役などを務める。

### 受賞歴
- 第5回龍谷奨励賞
- 第20回経済界大賞・異色企業賞
- 平成8年度財界経営者賞

## 論文
- CiNii>斑目力曠

## 関連書籍
- 『変革時代を生き抜くゆらぎの発想 - ネミック・ラムダの挑戦』（鶴蒔靖夫著、IN通信社、1995年）
- 『創業三昧 - 斑目力曠ゆらぎの球体経営』（昴光太郎著、ダイヤモンド社、1997年）